# Cò lả
Cò lả (Nederlands: de uitgeputte ooievaar) is een traditioneel vrolijke melodie en volksliedje uit het noorden van Vietnam.
Bekend is de versie van Những Ngôi Sao Nhỏ in hun dans Một Thoáng Việt Nam (Een stukje van Vietnam), waarbij de Vietnamese danseres Linh Nga de hoofdrol speelde bij het tienjarig bestaan van Những Ngôi Sao Nhỏ.

## Songtekst
Con cò cò bay lả lả bay la 

Bay ra ra cửa phủ bay vào vào Đồng Đăng 

Tình tính tang, tang tính tình 

Dân làng rằng, dân làng ơi 

Rằng có biết, biết hay chăng (2 keer) 

Đồng Đăng đăng có phố phố Kỳ Lừa 

Có nàng nàng Tô Thị, có chùa chùa Tam Thanh 

Tình tính tang, tang tính tình 

Dân làng rằng, dân làng ơi 

Rằng có biết, biết hay chăng (2 keer) 

Ai lên lên xứ Lạng, Lạng cùng anh 

Tiếc công, công bác mẹ, sanh thành thành ra em 

Tình tính tang, tang tính tình 

Dân làng rằng, dân làng ơi 

Rằng có biết, biết hay chăng (2 keer) 

Tay cầm cầm bầu rượu rượu nắm nem 

Mãng vui vui quên hết, lời em em dặn dò 

Tình tính tang, tang tính tình 

Dân làng rằng, dân làng ơi 

Rằng có biết, biết hay chăng (2 keer) 

Gánh vàng vàng đi đổ đổ sông Ngô 

Đêm nằm nằm tơ tưởng đi mò mò sông Thương 

Tình tính tang, tang tính tình 

Dân làng rằng, dân làng ơi 

Rằng có biết, biết cho chăng (2 keer) 